# 倉嶋洋介
倉嶋 洋介（くらしま ようすけ、1976年5月24日 - ）は、東京都出身の元プロ卓球選手、プロコーチ、元日本代表監督。リオデジャネイロオリンピック、2020年東京オリンピックの卓球男子監督を務めリオデジャネイロオリンピックでは団体で銀メダル、東京オリンピックでは団体で銅メダルを獲得し、2大会連続のメダル獲得に貢献した。1999年に協和発酵に入団。2007年から明治大学のコーチを務めた。2010年から男子ナショナルチーム、ジュニアナショナルチームのコーチを務め、2012年に男子ナショナルチーム監督に就任した。2021年、ナショナルチームの監督を退任、10月よりTリーグの木下マイスター東京の総監督に就任。

## 経歴
- 埼玉県岡部町立岡部中学校、埼玉工業大学深谷高等学校、明治大学へと進学した[1]。
- 1999年に協和発酵に入団した。
- 2007年から明治大学コーチを務めた。
- 2010年から男子ナショナルチーム、ジュニアナショナルチームのコーチを務め、2012年に男子ナショナルチーム監督に就任した。
- 2021年、ナショナルチームの監督を退任、10月よりTリーグの木下マイスター東京の総監督に就任。2024年9月をもって退任した[2]。

## 主な戦績
1990年
- 全国中学校卓球大会　団体優勝

1991年
- 全国中学校卓球大会　団体準優勝

1992年
- 全日本ジュニア　シングルス3位

1993年
- 全日本ジュニア　シングルス3位
- インターハイ　団体優勝

1995～1998年
- インカレ　団体4連覇

1996～1998年
- 関東学生春季リーグ戦　団体6連覇

1997・1998年
- 全日本学生選手権大会　シングルス3位

2001年
- 平成13年度全日本卓球選手権大会 男子シングルス 3位、混合ダブルス 優勝（河村朋枝ペア）

2002年
- 平成14年度全日本卓球選手権大会 男子シングルス 3位、男子ダブルス 優勝（木方慎之介ペア）

2005年
- 平成16年度全日本卓球選手権大会 男子ダブルス 優勝（田勢邦史ペア）

2006年
- 平成17年度全日本卓球選手権大会 男子ダブルス 優勝（田勢邦史ペア）
- 全日本社会人選手権　シングルス準優勝

2008年
- 平成19年度全日本卓球選手権大会 男子ダブルス 準優勝（田勢邦史ペア）

## テレビ番組
- 卓球ジャパン! 張本智和の8ヵ月ぶりの激闘を代表監督とチェックSP（2020年12月12日、BSテレ東）[3]
- 卓球ジャパン! 倉嶋監督が語る東京五輪！（2021年10月30日、BSテレ東）[4]
- 卓球ジャパン! 東京五輪開幕直前スペシャル（2021年7月3日、BSテレ東）[5]